# 日射量

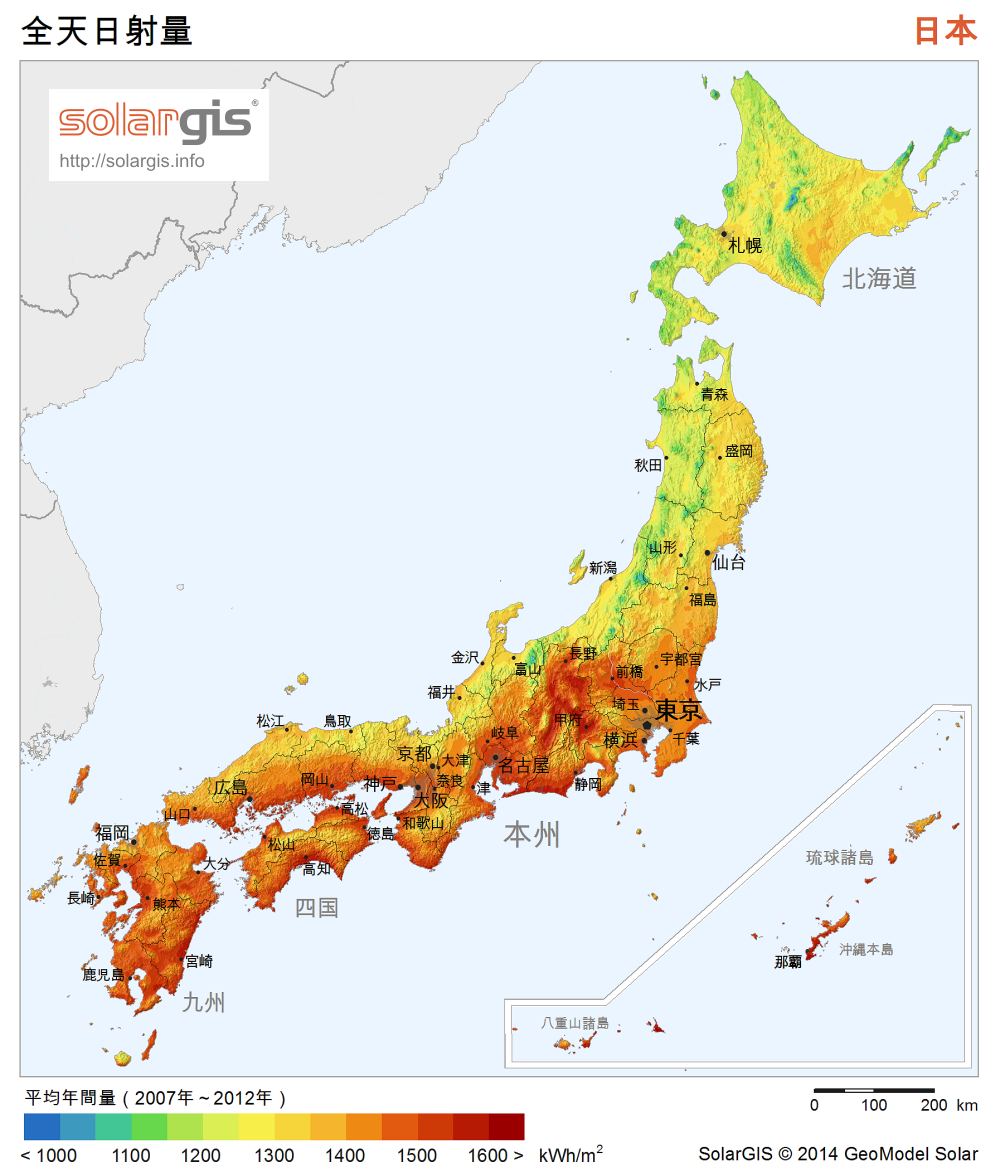
日本の年平均全天日射量

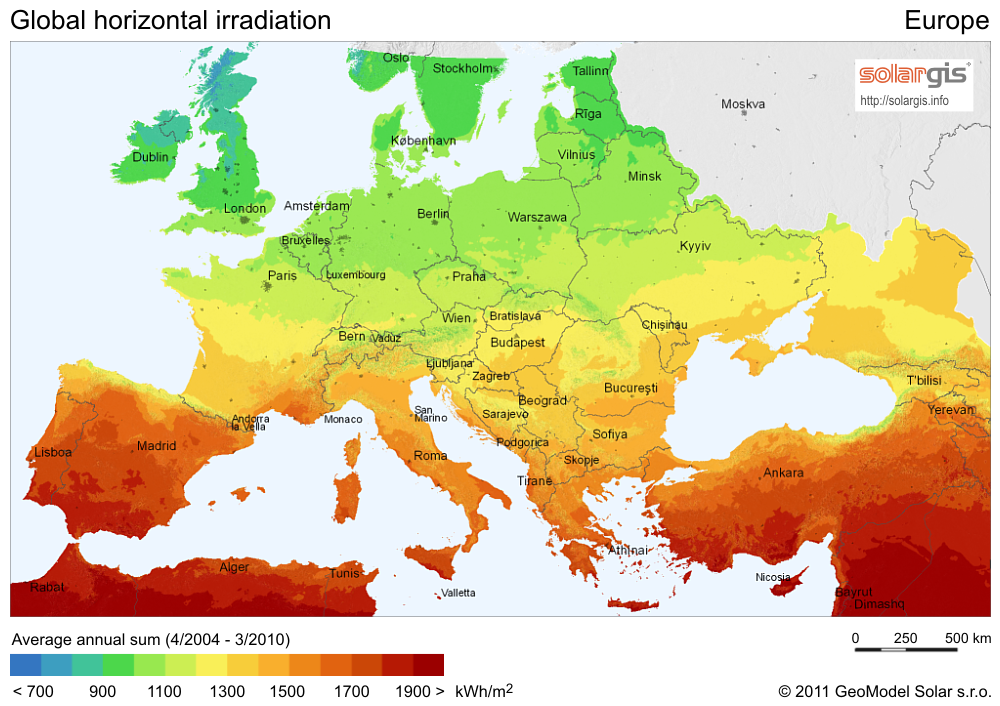
欧州の年平均全天日射量

日射量 （にっしゃりょう）とは、太陽からの放射エネルギー量を測定したものである。

## 日射量の測定単位
日射量は、単位面積が単位時間に太陽から受ける放射エネルギーの量で測定する。つまり、放射照度を測定しており、単位はキロワット毎平方メートル (kW/m2) またはワット毎平方メートル (W/m2) がよく用いられる。

## 日射量の種類
日射量は主に3つに分類され、気象観測ではこの3つを対象としている。気象工学や建築学などの分野では、その他の日射量を用いることもある。

### 直達日射量
理想的には、全天空の内、太陽の光球の範囲のみからの日射量を測定したものが、直達日射量である。いわゆる「直射日光」を測定したものである。
実際の測定においては、筒状の形状をした直達日射計を、赤道儀あるいは自動式の太陽追尾装置に搭載し、常に直達日射計を太陽の方向へ向け続けて測定する。つまり、直達日射計の開口角で限定される範囲から受ける日射量を直達日射量として取り扱う。それは、太陽の光球の周囲の天空の領域を若干含んでいる。これは、赤道儀や太陽追尾装置による太陽の追跡はある程度の誤差を伴う事があるため、直達日射計の開口角は太陽の見かけ上の視野角よりも若干広めで設計されるのが一般的だからである。
こうした測定方法のため、直達日射量は太陽光線の入射方向と常に直交する平面で受けた放射照度として測定・記録されるのが通例であり、水平面で測定・記録する散乱日射量や全天日射量とは異なるので注意が必要である。

### 散乱日射量
空を見ると、太陽の存在する方向以外からも、時には青空からの青い光が、時には曇り空からの白い光が降り注いでいる。これらは大気の分子や雲粒で散乱された光が観測点へ届いているもので、これを散乱日射と呼ぶ。全天空のうち、このような太陽の光球以外の範囲からの日射量を測定したものが、散乱日射量である。
実際の測定においては、自動式の太陽追尾装置等によって太陽の光球の方向に遮蔽用の円盤をかざして直達日射を遮りながら、残りの天空からの日射量（つまり散乱日射量）を、全天日射計によって測定する。この全天日射計は水平に設置されるため、散乱日射量は水平面で受けた放射照度として測定・記録されるのが通例である。

### 全天日射量
全天空からの日射量を測定したものが、全天日射量である。直達日射量(水平面での値に換算したもの)と散乱日射量の和に等しい。
実際の測定においては、全天日射計を水平に設置して測定するのが普通である。このため、全天日射量は水平面で受けた放射照度として測定・記録されるのが通例である。
直達日射量(水平面での値に換算する)と散乱日射量をそれぞれ測定して、その合計を求めることで全天日射量を測定する方法もある。この方法は全天日射計一台で行う観測よりも機材が高価で複雑なためコストが掛かるが、測定精度は良くなるので、かなり精密な測定を行う必要がある国際標準や国家標準を維持する機関や一部の研究機関などで行われている。
全天日射計には半球状のガラスドームが取り付けられている事などから、同じ放射照度の光を照射しても、照射する角度によって測定値が変わる特性がある。この他にも、測定時の気温によって測定値が変わる特性や、測定対象である放射照度と出力電圧の関係が完全な線形にはならないといった特性がある。このような特性による誤差を軽減するため、全天日射量の中でも大部分を占める直達日射量を直達日射計によって精度よく測り、残る散乱日射量のみを全天日射計で測定することによって、全天日射量の測定精度を上げる事ができる。

### その他の日射量

#### 反射日射量
直達日射や散乱日射とは別に、反射された日射を測定することがある。雲からの反射日射、建造物や地表などからの反射日射がある。全天日射量と反射日射量から、物体表面の反射率（アルベド）を求めることができる。

#### 傾斜面日射量
通常、日射量は水平に設置された各種日射計で測定し、これを水平面日射という。しかし、これを傾けて設置し測定を行うことがあり、このときの日射を傾斜面日射または傾斜角日射という。主に全天日射計を用いて、傾斜面の日射量を測定する。太陽電池パネルが受ける日射量を測定したり、建造物や道路などの傾斜面での日射量を測定したりするときに用いる。

## 照度との違い
日射量と同じく光の量を測定する概念として照度（単位：ルクス）がある。人間の目の感度は波長によって異なることから、その視感度に応じた重みを付けて光の量を表したのが照度である。つまり照度は人間が感じる光の強さを表した量である。このため照明業界などでは照度がよく用いられる。
これに対して日射量は波長ごとに重みを付けることはせず、太陽から受けた光のエネルギー量を測定するものである。

## 観測網

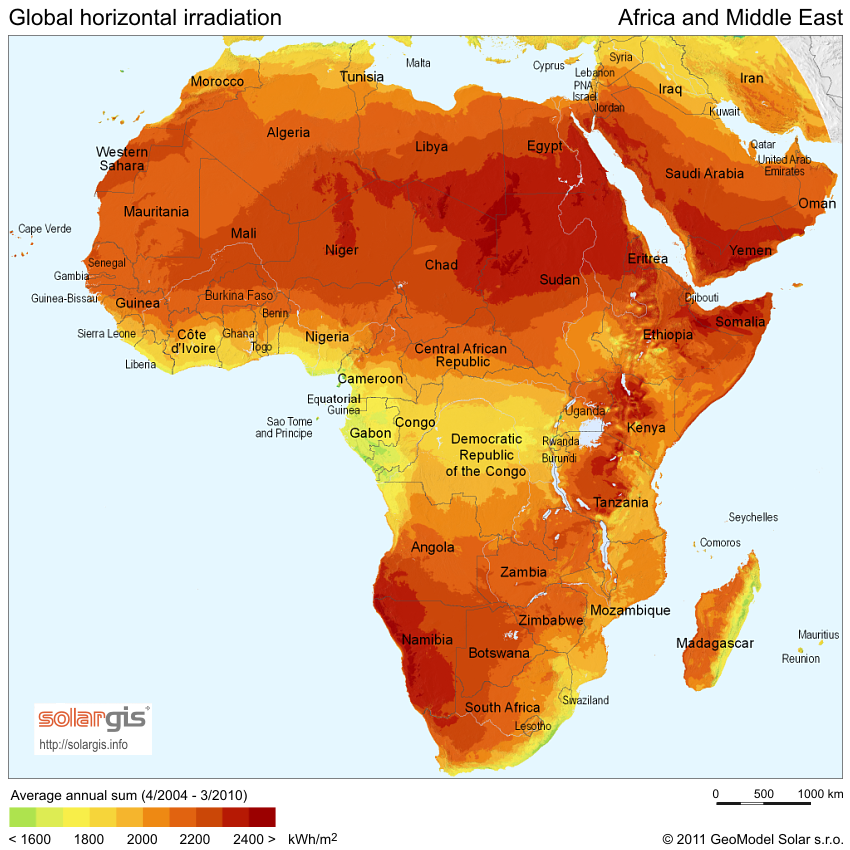
アフリカの年平均全天日射量

### 直達日射量
世界的には、BSRN（Baseline Surface Radiation Network）が知られている。また、観測データはWRDC（World Radiation Data Center）で入手できる。
日本国内では、気象庁が全国14か所で観測を行っている。

### 全天日射量
全国約60ヶ所の気象台・測候所、および全国約90ヶ所の特別地域気象観測所において、全天日射量が観測されている。その観測成果は気象庁ホームページで閲覧できる。